# سلالات أوتريمر (كتاب)
كتاب سلالات أوتريمر هو كتاب عن أنساب أهم العائلات الصليبية والأحداث الداخلية في الحملة الفرنجية على المشرق.
كُتبَت النسخة الأولى في عام 1270 م وهي متوفرة في مخطوطتين من القرن الرابع عشر. أُنتجَت نسخة لاحقة في 1307/08، وأخرى باللغة الإيطالية في 1398 بعنوان أخبار عن ملوك القدس وقبرص وأقاربهم وما إلى ذلك (Notizie sopra i Re di Gerusalemme e di Cipro e loro parentela etc.). وقد جمعها بيير دي فلوري (بييرو دي فيورين)، الفيكونت من نيقوسيا [الإنجليزية]، والذي من المحتمل أيضًا أنه جاء من أنطاكية، وسيمون من القدس، وربما كُتبَت في قبرص. تشير الأنساب إلى أكثر من ألف شخص في الإصدارات المختلفة. ومن بينهم كونتات إيبلين [الإنجليزية] من مقاطعة يافا الصليبية. ضُمن العمل لاحقًا كملحق لـمجموعة مؤرخي الحروب الصليبية.

## المخطوطات
- المكتبة الوطنية الفرنسية ، باريس (عدة مخطوطات)
- مكتبة ولاية بافاريا ، ميونيخ (مخطوطة جالوس 771)
- مكتبة الفاتيكان (المخطوطة الفاتيكانية اللاتينية 4789 و7806 أ)
- مكتبة مارسيانا ، البندقية (التطبيق 20265)

## الأدب
- ويلبرتوس هـ. رودت دي كولينبيرج: نسخة مجزأة من مراجعة غير معروفة لكتاب "Lignages d'Outre-Mer" في مكتبة الفاتيكان . في: المراجعة التاريخية الإنجليزية 98، 1983، ص 311-327.
- ماري أديلايد نيلين فاندفورد: كتاب صغير من أعمال القدس: الروابط الخارجية. في: مكتبة مدرسة الرسوم 153، 1995، ص 103-130
- ماري أديلايد نيلين: Lignages d'outremer: مقدمة وملاحظات وإصدارات نقدية . باريس، أكاديمية النقوش والآداب الجميلة 2003. (وثائق تتعلق بتاريخ الحروب الصليبية 18)(ردمك 2-87754-141-X)